# Maša
Maša (rus. Маша) je slavensko žensko ime koje je nastalo skraćenjem ženskog imena Marija. Ovo ime može biti i nadimak od imena Marija. Imendan ovog imena je 23. siječnja.

## Drugi jezici
rus. Маша
hrv. Maša
njem. Mascha
eng. Masha
srp. Маша

## Srodna imena
- Mara

- Mirjam

- Marina

- Marijana

- Marija

- Marineta

- Marica